# دوم نیم‌بزرگ

فاصلهٔ دوم نیم‌بزرگ در خط حامل به همراه معکوس آن

دوم نیم‌بزرگ فاصله‌ای در موسیقی است که از ۲ نت تشکیل شده و بین آن نت‌ها، ۳ ربع پرده موجود باشد. به بیان دیگر، فاصلهٔ دومی را که از ۳ ربع پرده تشکیل شده باشد، دوم بزرگ گویند. مانند فاصلهٔ بین دو تا ر کُرُن؛ چرا که فاصلهٔ بین دو تا ر کرن از ۲ نت تشکیل شده (دو، ر کرن) و این فاصله دارای ۳ ربع پرده است (دو -> دو سُری -> دودیز -> ر کرن). در مقایسه با فاصلهٔ مشابه در نظام موسیقی نیم پرده‌ای، «دوم نیم‌بزرگ» یک فاصلهٔ دوم بزرگ است که ربع پرده از آن کم شده باشد.
فاصلهٔ دوم نیم‌بزرگ مختص موسیقی ایرانی و دیگر نظام‌های موسیقایی است که از واحد فواصل ربع پرده‌ای استفاده می‌کنند. وضع کردن اصطلاح نیم‌بزرگ (آوردن «نیم» در عبارت دوم بزرگ) اولین بار توسط روح‌الله خالقی انجام شد.
دوم بیش‌کوچک نیز فاصله‌ای معادل و برابر با دوم نیم‌بزرگ است و عبارت از یک فاصلهٔ دوم کوچک (مانند دو تا ر بمل) است که به آن یک ربع پرده اضافه شده باشد (دو تا ر کرن). این فاصله در تقسیم‌بندی لحاظ نمی‌شود و برای جلوگیری از تکرار و پرهیز از اشتباه، حذف شده است.
فاصله‌های مترادف دوم نیم‌بزرگ، یکم بیش‌افزوده و سوم کم‌کاسته هستند که هر سه از ۳ ربع پرده تشکیل شده‌اند.
فاصلهٔ دیگری در موسیقی ایرانی با پسوند «نیم‌بزرگ» نامگذاری نشده است. چرا که «نیم‌بزرگ» خود صورت جایگزین «کم‌بزرگ» است که برای جلوگیری از اشتباه شدن فاصلهٔ معکوس آن (بیش کوچک) با فاصلهٔ حذف شدهٔ «بیش‌کوچک» به کار می‌رود. در معکوس کردن این فاصله، عبارت «نیم‌بزرگ» به همین صورت باقی خواهد ماند و تغییری نمی‌کند.
معکوس فاصلهٔ دوم نیم‌بزرگ، هفتم نیم‌بزرگ است.